# Legge provinciale
La legge provinciale costituisce una particolarità nel sistema normativo italiano. Infatti soltanto due province, Trento e Bolzano, hanno potestà legislativa nelle materie indicate nello Statuto del Trentino-Alto Adige e nei limiti dei principi della legge dello Stato.
La legge provinciale ha efficacia nel territorio della Provincia, è equiparabile alla legge ordinaria ed è sottoponibile al giudizio della Corte Costituzionale.
Dopo essere stata approvata, essa è pubblicata nel bollettino ufficiale della Regione ed entra in vigore il quindicesimo giorno dopo la pubblicazione.